# Pilocarpus racemosus
Pilocarpus racemosus là một loài thực vật có hoa trong họ Cửu lý hương. Loài này được Vahl miêu tả khoa học đầu tiên năm 1797.